# Дилоне, Арислейда
Арислейда Дилоне (англ. Arisleyda Dilone; род. 1982, Сантьяго-де-лос-Трейнта-Кабальерос) — американский режиссёр и актриса. Более всего известна своими работами над документальными фильмами «Мама, я и мой петух» и «Две белые машины». Член Общества кинематографистов Бруклина.

## Жизнь и карьера
Арислейда родилась в Сантьяго-де-лос-Трейнта-Кабальерос в Доминиканской Республике 18 июля 1982 года, сейчас живёт в Нью-Йорке.
Окончила Университет Сент-Джонс (Нью-Йорк) (магистр международного бизнеса). Тема диссертации — торговые отношения между Доминиканской Республикой, Центральной Америкой и Соединёнными Штатами.
Её режиссёрский дебютный документальный фильм «Мама, я и мой петух» был показан в Гарвардском университете и в Бруклинском музее. В 2015 году она была награждена Astraea Intersex Fund за её документальную работу. В 2018 году она выиграла стипендию MacDowell Colony. В 2019 году она была отмечена стипендией Фонда Джерома Хилла за фильм «И это тело тоже». В итоговой оценке жюри говорится: «Будучи интерсекс-женщиной-иммигранткой из Доминиканской Республики, она сталкивается с устаревшими концепциями женственности и гендерных норм. Она одновременно деконструирует своё тело, а также множество культурных и классовых взглядов, которые навязывают свои ценности её существу. Являясь латиноамериканским режиссёром, Дилоне находят отклик как у гомосексуальной, так и у негомосексуальной местной аудитории».
В 2017 году она выступила с лекцией перед студентами Университете штата Нью-Йорк в Нью-Палце.
Арислейда интерсекс, у неё синдром Свайера.

## Фильмография
| Год  | Название            | Кинопродюсер | Кинорежиссёр | Актриса | Тип             |
| ---- | ------------------- | ------------ | ------------ | ------- | --------------- |
| 2019 | И это тело тоже     | Да           | Да           | Да      | документальный  |
| 2018 | Две белые машины    | Нет          | Да           | Нет     | документальный  |
| 2017 | Особенный выбор     | Нет          | Нет          | Да      | короткометражка |
| 2015 | Мама, я и мой петух | Да           | Да           | Нет     | документальный  |

## Оценки творчества
Как отмечает Центр искусств Абронса (Нью-Йорк), «её фильмы основаны на передаче импровизированных разговоров через призму нежности и понимания».
Кандидат искусствоведения Эмили Дусе в своей статье для C Magazine так написала о работе Арислейды «Мама, я и мой петух»: «Захватывающий фильм Дилоне особенно поразителен: он основан на интервью с матерью Дилоне, в котором исследуются их воспоминания о разрушительно личном опыте медицинского определения гендерности тел».
Автор интернет-издания Hyperallergic Дессан Лопес Кассель отмечает: «Режиссёр, актриса и сценарист, Дилоне снимает документальные фильмы, в которых в прямом, наблюдательном стиле запечатлены острые разговоры о семье, женственности, доминиканской культуре и её интерсексуальной идентичности».